# Forsby baptistförsamling
Forsby baptistförsamling är en baptistförsamling i Pedersöre i Österbotten i Finland. Församlingen grundades den december 1873 med Anders Niss som föreståndare. Församlingens Saronkyrkan invigdes 1930.

## Föreståndare
- 1873–1875: Anders Niss
- 1875–1885: Petter Stormåns
- 1885–1905: Anders Niss
- 1905–1913: J. Källman, Jakob Kårsen och J. Inborr
- 1913–1916: H. Wingren
- 1916–1922: Johan Erik Söderman
- 1922–1930: H. Wingren
- 1942–1947: Alwar Edström
- 1947–1950: Lennart Heimdahl
- 1950: Villard Wallin
- 1953–1955: Herbert Söderqvist
- 1956–1959: Hugo Holmlund
- 1961-1962: Hugo Holmlund
- 1962–1966: Rurik Lindqvist
- 1958–1974: Hans-Erik Jansson